# 赵玲英
赵玲英（1967年—），四川自贡人，汉族，中华人民共和国政治人物、第十一届全国人民代表大会四川地区代表。
担任四川大西洋焊接材料股份有限公司特种电焊条工厂班组组长，是中共党员。2008年起担任全国人大代表。